# Bayerproces
Het Bayerproces is een proces voor de raffinage van ruw bauxieterts tot zuiver aluminiumoxide (Al2O3), dat geschikt is voor de productie van het metaal aluminium. De Oostenrijkse scheikundige Carl Josef Bayer vond dit proces in 1887 uit. Vrijwel alle aluminium ter wereld wordt geproduceerd uit bauxiet dat met zijn proces is gezuiverd.

Vereenvoudigd schema van het Bayerproces.

## Beschrijving van het Bayerproces
Ruw bauxiet bevat niet meer dan ca. 50% Al2O3; de rest is een mengsel van hoofdzakelijk ijzeroxiden, titaniumoxiden, kwartszand, calciumoxide, en andere onzuiverheden. In het Bayerproces wordt het bauxiet eerst fijngemalen en dan onder druk met warme natronloog gemengd om de Al2O3 op te lossen tot een natriumaluminaatoplossing:
{\displaystyle \mathrm {bauxiet+NaOH\ {\xrightarrow[{druk}]{\triangle }}\ Na\left[Al(OH)_{4}\right]+Fe_{2}O_{3}} }
De onzuiverheden, voornamelijk ijzer(III)oxide,  lossen niet op en worden afgefilterd. Deze reststroom is een smurrie die men rode modder noemt. De rode kleur is afkomstig van de ijzeroxides. Vanwege de restanten van natronloog heeft rode modder een hoge alkaliniteit: de pH ligt tussen 11 en 13. Voor elke ton aluminium ontstaat er 1 tot 1,5 ton rode modder en dit vormt een ernstig afval- en milieuprobleem. Het wordt in grote bezinkingsbekkens opgeslagen. Vanuit de bezinkingsbekkens kan de natronloog weliswaar terug naar de fabriek gepompt worden, maar de resterende rode modder blijft achter. 
Uit de natriumaluminaatoplossing wordt dan Al(OH)3 (gibbsiet) uitgekristalliseerd door ze af te koelen, de druk af te laten en  er kristallisatiekernen (kiemen) van Al(OH)3 aan toe te voegen. De natronloog die men daarbij bekomt wordt opnieuw gebruikt in het proces.
{\displaystyle \mathrm {Na\left[Al(OH)_{4}\right]\ {\xrightarrow {\mathcal {5}}}\ Al(OH)_{3}+NaOH} }
Na de kristallisatie worden de gibbsietkristallen in roterende ovens verhit om water uit te drijven en ze om te zetten in zuiver Al2O3:
{\displaystyle \mathrm {2\ Al(OH)_{3}\ {\xrightarrow {\triangle }}\ Al_{2}O_{3}+3\ H_{2}O} }
Dit aluminiumoxide wordt vervolgens in het Hall-Héroult-proces elektrolytisch omgezet in metallisch aluminium.